# Macau Tower
Macau Tower (în chineză: 澳門旅遊塔; în portugheză Torre Panorâmica; română Turnul Macao), cunoscut și ca Macau Sky Tower, este un zgârie-nori situat în fosta colonie portugheză Macao, acum regiune special administrată a Chinei. Turnul măsoară 338 m în înălțime, de la nivelul solului până în vârful antenei.
Clădirea face parte din Federația Internațională a Marilor Turnuri.